# Nidarosi érsekség
A Nidarosi érsekség egy katolikus érsekség volt a késő középkorban, amely Norvégia területét fedte le. Székhelye Nidaros (a mai Trondheim) volt, az érseki székesegyház pedig a Nidarosi katedrális. Az érsekség a 12. század közepétől a reformációig állt fenn.

## Történelem
Norvégiában a királyok terjesztették el a kereszténységet: I. (Jóságos) Haakon (934-961) munkáját Olaf Tryggvason (995-1000) és Szent Olaf (1015-1028 folytatták.
Olaf Tryggvason 997-ben alapította meg Nidaros városát, ahol palotát és templomot emeltetett. Uralkodása alatt terjesztette a kereszténységet Norvégiában, Orkneyn, Shetlandon, Feröeren, Izlandon és Grönlandon. Szent Olaf püspökséget alapított Nidarosban, és egy Grimkill nevű szerzetest tett meg püspöknek. A norvégiai püspökök először a Brémai érsekség, később az egész Skandináviáért felelős Lundi érsekség alá tartoztak.
A norvégok saját érsekség iránti igényét III. Jenő pápa elégítette ki, amikor 1151-ben legátusként Skandináviába küldte Nicholas Breakspeart (a későbbi IV. Adorján pápát). A pápai megbízott Jon Birgerson korábbi stavangeri püspököt nidarosi érsekké nevezte ki. Az érsekség alá rendelték Oslo (1073), Bergen (1060 k.), Stavanger (1130), Hamar (1151), Orkney (1070), Izland (Skálholt, 1056; Hólar, 1105), valamint Grönland püspökeit.
A katedrálist kibővítették, és csak 1248-ban készült el. Többször leégett, de mindig helyreállították.
A reformációidején, 1521-ben Eric Walkendorf érseket száműzték. Utódja, Olaf Engelbertsen, aki a király akaratának végrehajtója volt a lutheranizmus bevezetésében, II. Keresztély pártfogoltja révén 1537-ben szintén menekülni kényszerült III. Keresztély elől.

## Fordítás
- Ez a szócikk részben vagy egészben az Archdiocese of Nidaros című angol Wikipédia-szócikk ezen változatának fordításán alapul.  Az eredeti cikk szerkesztőit annak laptörténete sorolja fel. Ez a jelzés csupán a megfogalmazás eredetét és a szerzői jogokat jelzi, nem szolgál a cikkben szereplő információk forrásmegjelöléseként.